# Prima Lega 2011-2012 (Kuwait)
La Kuwait Premier League 2011-2012 è la 50ª edizione della massima competizione nazionale per club del Kuwait, la squadra campione in carica è l'Al-Qadisiya Sports Club.
Alla competizione prendono 8 squadre, tra cui la neo-promossa Al-Shabab Sports Club.

## Classifica
|                   | Pos. | Squadra     | Pt | G  | V  | N  | P  | GF | GS | DR  |
| ----------------- | ---- | ----------- | -- | -- | -- | -- | -- | -- | -- | --- |
| Kuwait (bandiera) | 1.   | Al-Qadisiya | 51 | 21 | 16 | 3  | 2  | 39 | 10 | +29 |
|                   | 2.   | Kuwait SC   | 40 | 21 | 11 | 7  | 3  | 29 | 19 | +10 |
|                   | 3.   | Al-Arabi    | 33 | 21 | 9  | 6  | 6  | 27 | 20 | +7  |
|                   | 4.   | Al-Salmiya  | 25 | 21 | 7  | 4  | 10 | 26 | 33 | -7  |
|                   | 5.   | Al-Jahra    | 24 | 21 | 4  | 12 | 5  | 25 | 30 | -5  |
|                   | 6.   | Kazma       | 22 | 21 | 5  | 7  | 9  | 31 | 37 | -6  |
|                   | 7.   | Al-Naser    | 17 | 21 | 4  | 5  | 12 | 22 | 35 | -13 |
|                   | 8.   | Al-Shabab   | 14 | 21 | 2  | 8  | 11 | 20 | 35 | -15 |

Legenda:

      Campione del Kuwait e ammessa alla Coppa dell'AFC 2013

      Ammesse alla Coppa dell'AFC 2013

      Retrocessa in Kuwait Second Division 2012-2013

Note:
Tre punti a vittoria, uno a pareggio, zero a sconfitta.